# South Side Suicide
South Side Suicide (stylizowany jako $outh $ide $uicide lub $$$) – to osiemnasta płyta undergroundowego amerykańskiego zespołu $uicideboy$, z udziałem rapera Pouya, figurująca w formie minialbumu (EP).

## Lista utworów[3]
| Nr | Tytuł utworu                           | Autorzy            | Produkcja  | Długość |
| -- | -------------------------------------- | ------------------ | ---------- | ------- |
| 1. | „Cold Turkey”                          | $uicideboy$, Pouya | Budd Dwyer | 3:02    |
| 2. | „Muddy Blunts”                         | $uicideboy$, Pouya | Budd Dwyer | 3:07    |
| 3. | „Runnin’ Thru The 7th With My Woadies” | $uicideboy$, Pouya | Budd Dwyer | 3:25    |
| 4. | „Gluttony”                             | $uicideboy$, Pouya | Budd Dwyer | 3:36    |
| 5. | „$outh $ide $uicide”                   | $uicideboy$, Pouya | Budd Dwyer | 2:49    |
|    |                                        |                    |            | 15:59   |